# Onze Lieve Vrouw van Lourdeskerk (Rotterdam)
De Onze Lieve Vrouw van Lourdeskerk was een rooms-katholieke kerk aan de Prins Hendriklaan 29 op het Noordereiland in Rotterdam.

## Geschiedenis
In de tweede helft van de negentiende eeuw groeide de bevolking van Rotterdam-Zuid sterk. De in 1886 ingewijde Stieltjeskerk aan het Stieltjesplein werd aan het einde van die eeuw te klein. Op 25 juni 1912 werd een stuk grond aangekocht aan de Prins Hendriklaan, waarop een door de architecten Jos Margry en Paul Biesta ontworpen kerk werd gebouwd. De eerste steen werd gelegd op 8 december 1913 door de deken van Rotterdam P.A.F. Thier en op 24 september 1914 werd de Lourdeskerk ingewijd.
Op 12 mei 1940 werd de kerk bij beschietingen van en bombardementen op Duitse stellingen op het Noordereiland in de Slag om Rotterdam onherstelbaar beschadigd. De kerk is nooit herbouwd.